# تازاوا (سقز)
قرية تازاوا (بالكردية: تازاوا) هي إحدى القرى التابعة لـتيله کو في ريف قسم زيويه من مقاطعة سقز، في محافظة كردستان الإيرانية.

## السكان
حسب إحصاءات سنة 2006، بلغ إجمالي السكان في تازاوا 233 نسمة وعدد المساكن 42 مسكن. لغة سكان تازاوا هي اللغة الكردية و هم من أهل السنة والجماعة والمذهب الشافعي.